# Parurios conoidea
Parurios conoidea är en stekelart som beskrevs av Xiao och Huang 2000. Parurios conoidea ingår i släktet Parurios och familjen puppglanssteklar. Inga underarter finns listade i Catalogue of Life.